# Parsifal-Serie
Die Binnentanker der Parsifal-Serie werden für den Betrieb von den Seehäfen Antwerpen, Amsterdam und Rotterdam gebaut.

## Geschichte
Im November 2020 vergab das Bankhaus J.P. Morgan den vom Hamburger Befrachtungsmakler Frachtcontor arrangierten Auftrag über den Bau von 40 Binnentankern an das Schiffbauunternehmen Damen Shipyards Group, dessen bestehender Parsifal-Schiffsentwurf als Basis der Baureihe diente. Der Bau der Kaskos auf der Kladovo-Werft im serbischen Kladovo begann noch im Dezember 2020 und im Juni 2021 lief das Typschiff vom Stapel. Die Fertigstellung der Kaskos erfolgt bei Concordia Damen in Werkendam. Die Fertigstellung der ersten Einheit war für den November 2021 geplant, tatsächlich begannen die Probefahrten des Erstlings Blue Marjan Ende Januar 2022. Es ist vorgesehen, bis Ende 2024 monatlich ein weiteres Schiff abzuliefern.
Die komplette Serie wird vom Mineralölkonzern Shell gechartert, um damit Mineralöl von den Nordseehäfen Antwerpen, Amsterdam und Rotterdam über den Rhein ins europäische Hinterland zu transportieren. Die Bereederung wird von der VT Group übernommen und die Bemannung durch Marlow durchgeführt.

## Technik
Die Tanker sind 110 Meter lang, 11,45 Meter breit und besitzen eine Tragfähigkeit von 2800 Tonnen einem Tiefgang von 3,25 Meter. Sie verfügen über einen LNG-Antrieb mit jeweils zwei Generatorensets des Typs MAN E3262LE262 LNG.

## Die Schiffe
| Parsifal-Serie                                     | Parsifal-Serie | Parsifal-Serie | Parsifal-Serie | Parsifal-Serie |
| Bauname                                            | Bau- nummer    | ENI- Nummer    | Ablieferung    | Verbleib       |
| -------------------------------------------------- | -------------- | -------------- | -------------- | -------------- |
| Blue Marjan                                        | ?              | 02339279       | Januar 2022    | So in Fahrt.   |
| Daten: Binnenvaart.eu, Vereniging “De Binnenvaart” |                |                |                |                |